# São Pedro (Torres Novas)
São Pedro (llamada oficialmente Torres Novas (São Pedro)) era una freguesia portuguesa del municipio de Torres Novas, distrito de Santarém.

## Historia
Fue suprimida el 28 de enero de 2013, en aplicación de una resolución de la Asamblea de la República portuguesa promulgada el 16 de enero de 2013 al unirse con las freguesias de Lapas y Ribeira Branca, formando la nueva freguesia de São Pedro, Lapas e Ribeira Branca.